# 淡水路
淡水路是中華人民共和國上海市黄浦区一條南北走向道路。北起金陵西路，南至建国东路，全长1683米。路名來自於台灣淡水。道路始建於清朝光绪二十八年（1902年），最初名為衡山路。光绪三十二年（1906年）路名更名為萨坡赛路（Rue Chapsal），名稱來自於上海法租界公董局的总董，之後又更名為淡水路。中華民国32年（1943年）更名為南通路。中華民国35年（1946年）為紀念滬軍都督陳其美而以陳其美的字英士更名為英士路。1950年又恢復為淡水路。